# 황보림
황보 림(皇甫林, 1333년 ~ 1394년)은 고려 말 조선 초의 무신이다. 본관은 영천(永川)이다. 아버지는 진주 목사 황보안(皇甫安)이다.

## 생애
고려 조에 그의 장인 평장사(平章事) 안우(安祐)를 따라서 여러 번 전쟁에 나가, 처음에 별장이 되었다가 여러 번 천직하여 공부 시랑(工部侍郞)에 이르렀다.
공민왕이 즉위하자 군무(軍務)에 밝으므로 종부령(宗簿令)에 임명되었으며, 홍건적을 격퇴한 공으로 1363년(공민왕 12) 1등공신에 녹훈되었다.
1374년 판종부시사(判宗簿寺事)가 되어 판삼사사(判三司事) 최영(崔瑩)의 휘하에서 제주에서 일어난 목호(牧胡)의 난을 평정하였다.
우왕이 즉위하자 전법 판서(典法判書)를 역임하고, 1380년(우왕 6)에는 예의판서(禮儀判書)로서 전라도병마사(全羅道兵馬使)에 임명되었다.
1382년 밀직부사로서 영해군(寧海郡)에 침입한 왜구를 격파하였다.
1383년 8월 왜구가 거녕현(居寧縣)·장수현(長水縣) 등지를 함락한 뒤 군사를 나누어 전주(全州)를 침략하려고 하자, 전주부원수(全州副元帥)였던 황보림(皇甫琳)은 여현(礪峴)에서 왜구와 싸워서 물리쳤다.
1385년 1월 황보림은 안동원수(安東元帥)로서 왜구 2급(級)의 목을 베었다.
1388년 4월 요동정벌(遼東征伐) 때는 우군도통사(右軍都統使) 이성계(李成桂) 휘하에서 종군하여 위화도회군에 가담하였고, 1390년(공양왕 2) 4월 평양윤(平壤尹)으로서 회군1등공신에 녹훈되었다.
1388년(창왕 1) 7월에는 왜적들이 광주(光州)를 함락시키니 양광경상전라도도체찰사(楊廣慶尙全羅道都體察使)가 되어 남원에서 왜구를 무찔렀다.
1389년 6월 밀직사(密直使)로서 명나라에 천추절(千秋節)을 하례하러 다녀왔다.
1390년 서북면도절제사 평양윤(西北面都節制使平壞尹)에 제수되고, 1391년 전라도절제사(全羅道節制使)에 임명되었다.
조선이 개국된 뒤 지중추원사(知中樞院事)에 오른 뒤 1394년 음력 6월 21일 병으로 별세하니 향년 64세였다. 태조가 부의를 보냈다.